# Chrystus i Święty Jan z Sigmaringen

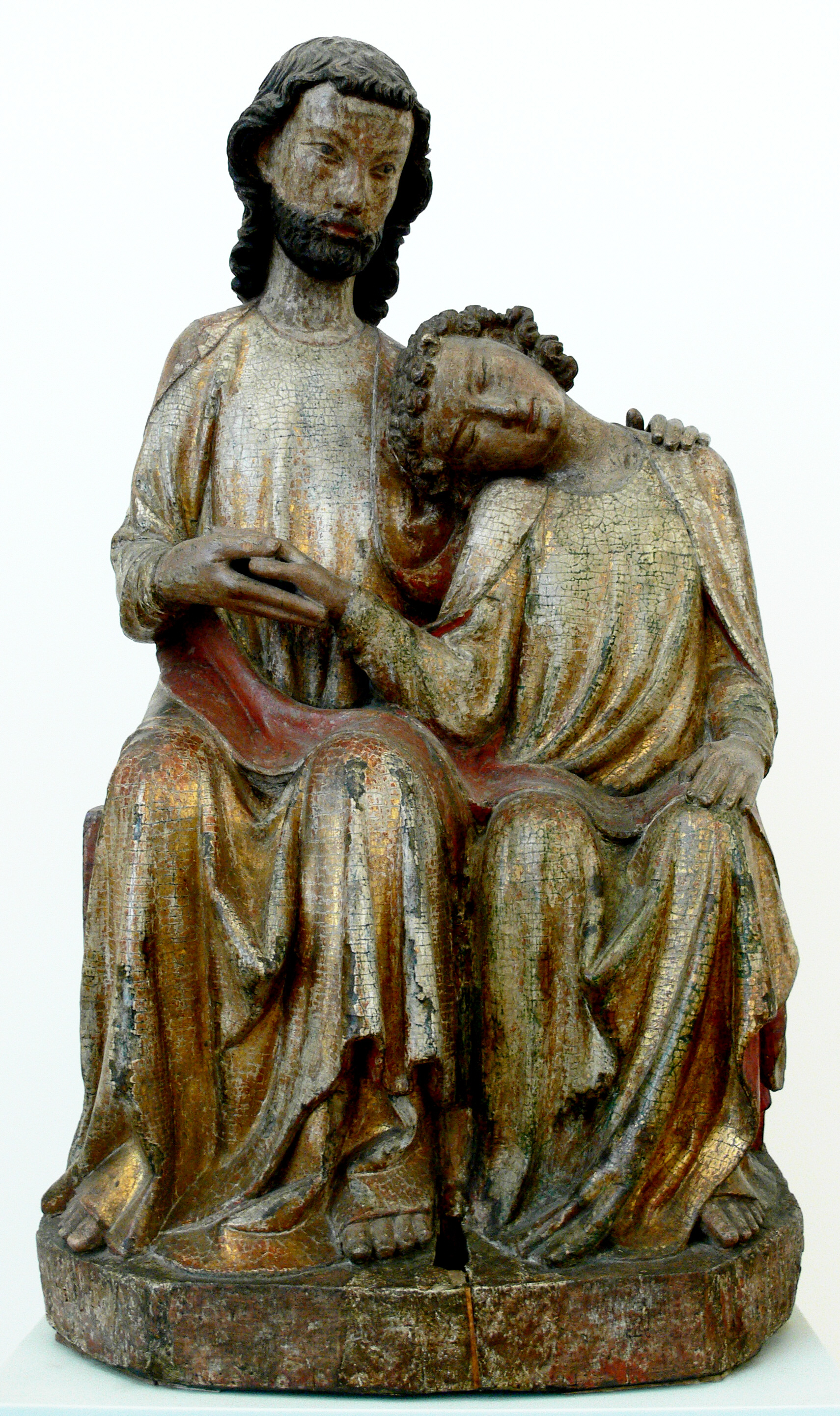
Chrystus i Święty Jan z Sigmaringen

Chrystus i Święty Jan z Siegmaringen – dzieło reprezentujące rzeźbę gotycką z początków XIV wieku. Przykład przedstawienia dewocyjnego. Dzieło to pochodzi z Sigmaringen, obecnie znajduje się w Staatliche Preußisdher Kulturbesitz, w budynku Muzeum Bodego w Berlinie.
Dzieło to zostało wykonane z drewna dębowego, pokryte jest polichromią i jest pozłacane. Rzeźba przedstawia siedzących na ławie Chrystusa i Jana Ewangelistę. Obie postaci zostały ukazane w młodzieńczym wieku. Siedzący po prawej Jan apostoł przytula się do Zbawiciela; jego głowa osunęła się na pierś Mesjasza, podał ku Niemu swoją prawą rękę. Zaś Chrystus wyraża gest braterstwa obejmując lekko ramię oraz ściskając dłoń ucznia. Obie postaci są wyrzeźbione w jednym bloku drewna, w sposób wysublimowany i miękko modelowany, przez co grupa figur emanuje głębokim spokojem i delikatnością.
Ten typ ikonograficzny znajduje dwukrotnie potwierdzenie w Ewangelii Jana. Pierwszy passus Ewangelii mówi, iż podczas Ostatniej Wieczerzy „jeden z uczniów Jego, ten którego Jezus miłował – spoczywał na Jego piersi” (J 13, 23). To Jan był tym, który złożył głowę na piersi Pana, a potem zapytał, który z apostołów miałby Go zdradzić. Drugi passus brzmi „Piotr obróciwszy się zobaczył idącego za sobą ucznia, którego miłował Jezus, a który to w czasie uczty spoczywał na Jego piersi i powiedział: «Panie, kto jest ten, który cię zdradzi?” (J 21, 20).
Ponadto motyw przyjaźni Chrystusa ze Świętym Janem został bardzo wcześnie podjęty w teologii oraz ikonografii, co więcej wątek ten został połączony z oblubieńczą symboliką Pieśni nad Pieśniami. Tego typu przedstawienia w średniowieczu pojawiły się w przedstawieniach wizjonerskich kobiet w środkowych regionach Rzeszy, to one swoimi pismami ukierunkowały sposób przedstawiania przyjaźni Mistrza z Ewangelistą. Zakony żeńskie powiązały ten temat z mistyką nupcjalną – (niem. brautmystik) – akcentującej prawdę o Bogu jako Osobie poznawanej przez miłość. Ta swoista unio mystica umacniała przeżywanie przez zakonnice duchowego zjednoczenia z Bogiem.